# Општина Икусешти (Њамц)
Икусешти (рум. Icuseşti) општина је у Румунији у округу Њамц.
Oпштина се налази на надморској висини од 301 m.